# Uwe Heimowski

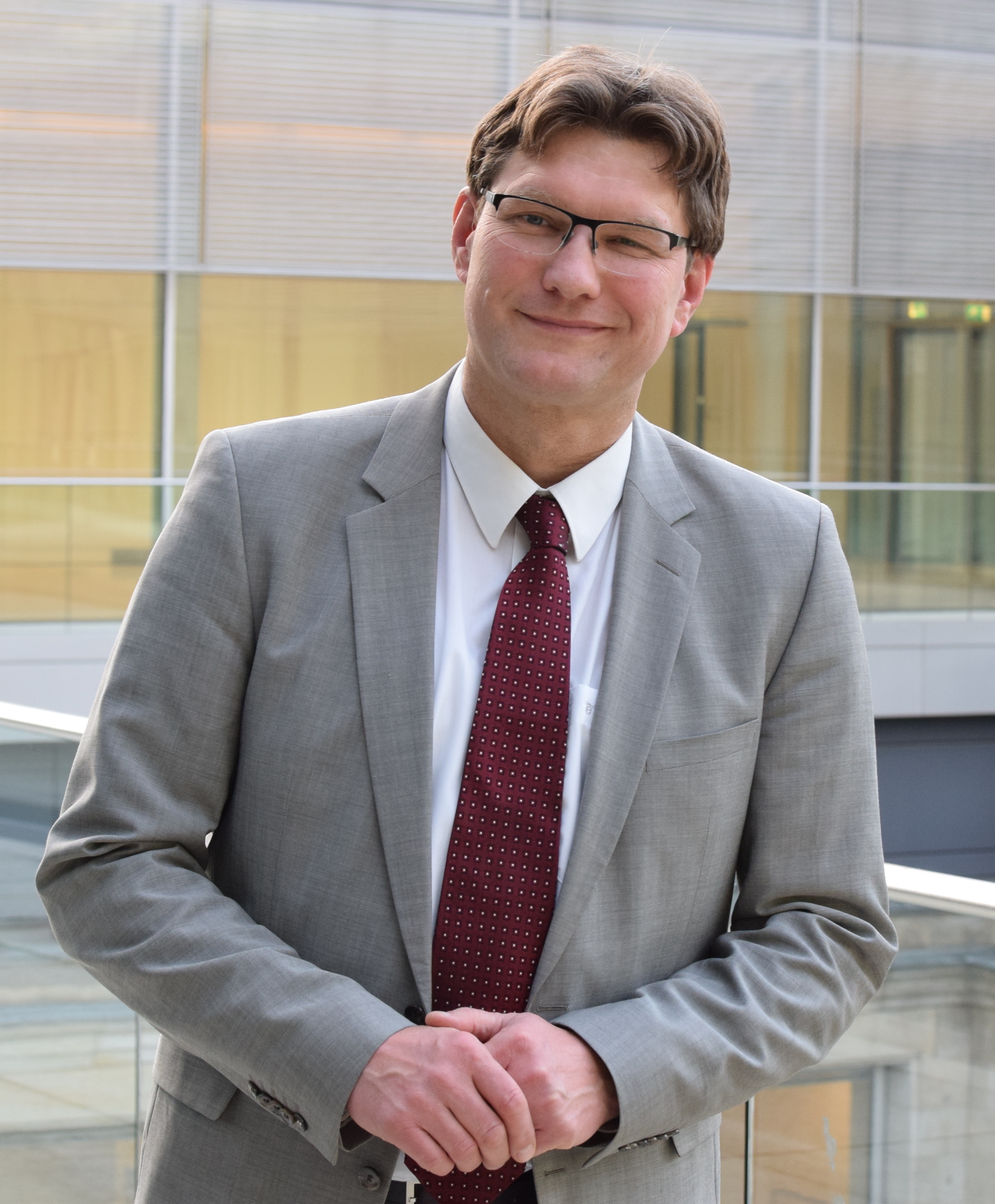
Uwe Heimowski (2016)

Uwe Heimowski (* 1964 in Hämelerwald) ist ein deutscher Theologe und Autor, er war Erzieher, Dozent und Politiker. Heimowski ist geschäftsführender Vorstand des christlichen Hilfswerks Tearfund Deutschland.
Von 2016 bis 2022 war er Beauftragter der Deutschen Evangelischen Allianz beim Deutschen Bundestag und der Bundesregierung.

## Leben

### Ausbildung und Beruf
Heimowski wuchs in Nordfriesland auf. Weil er an Spielsucht litt, verließ er vor dem Abitur das Gymnasium, begann nach der Mittleren Reife eine Ausbildung zum Erzieher, die er allerdings abbrach. Während einer Therapie fand er zum christlichen Glauben und konnte seine Sucht überwinden. Seine Geschichte veröffentlichte er 1989 in seinem ersten Buch Im Land der drei Sonnen. Mein Weg aus der Spielsucht. Erst 1990 konnte er seine Erzieher-Ausbildung abschließen, leistete seinen Zivildienst bei der Heilsarmee in Hamburg und arbeitete später bei einer AIDS-Beratungsstelle.
Dank eines Hamburger Modellprojekts konnte er ohne Abitur ab 1993 Theologie an der Universität Hamburg und später an den Universitäten Basel, Leipzig und Halle studieren. Er arbeitete weiter als Erzieher, zuletzt ab 1999 als Erziehungsleiter im Jugendheim Geschwister Scholl (seit 2015 benannt nach Werner Sylten) in Bad Köstritz.
Ab 2001 war Heimowski in Teilzeit als Pastor in der Evangelisch-Freikirchlichen Gemeinde G26 in Gera angestellt und lehrte daneben an der Berufsakademie Gera über Sozial- und Wirtschaftsethik.
Von 2009 bis 2016 war er Referent für Menschenrechte und Öffentlichkeitsarbeit beim Chemnitzer Bundestagsabgeordneten Frank Heinrich. 2014 kandidierte er erstmals bei der Wahl für den Stadtrat in Gera und errang einen Sitz. Diesen Posten gab er im Mai 2018 aus zeitlichen Gründen auf.
2016 wurde Heimowski zum Beauftragten der Deutschen Evangelischen Allianz beim Deutschen Bundestag und der Bundesregierung und folgte in dieser Position auf Wolfgang Baake. Nach einem Herzinfarkt 2021 gab er dieses Amt im Zuge der Umstrukturierung der Evangelischen Allianz auf; sein Nachfolger wurde 2022 Frank Heinrich, zugleich Vorsitzender der Evangelischen Allianz.
Seit 2022 ist er gemeinsam mit Jörg Dechert als Co-Host des Podcasts Wegfinder – Jesus folgen in einer komplexen Welt von ERF Medien zu hören.
Seit 1. Mai 2023 ist Uwe Heimowski Vorstandsvorsitzender der Hilfsorganisation Tearfund Deutschland.

### Privates
Heimowski und seine Frau sind seit 1995 verheiratet, leben in Gera und haben fünf Kinder.

## Veröffentlichungen (Auswahl)
- Im Land der drei Sonnen. Mein Weg aus der Spielsucht. Oncken, 1989, ISBN 3-7893-3397-2.
- Die Heilsarmee. Practical religion – gelebter Glaube. Neufeld, 2006, ISBN 3-937896-29-5.
- Mission: Verantwortung. Von der Heilsarmee in den Bundestag – Frank Heinrich im Gespräch mit Uwe Heimowski. Neufeld, 2013, ISBN 978-3-86256-039-4.
- Ich lebe! Ein Plädoyer für die Würde des Menschen. Neukirchener, 2016, ISBN 978-3-7615-6301-4.
- Der politische Jesus und die Botschaft vom Reich Gottes. Essays, Beobachtungen und Kommentare. Verlag für Theologie und Religionswissenschaft, 2019, ISBN 978-3-95776-089-0.
- Diesseits von Eden. Gedichte. Adeo, 2022, ISBN 978-3-86334-351-4.
- Die Bibel und die Demokratie. Essays, Beobachtungen und Kommentare. Verlag für Theologie und Religionswissenschaft, 2022, ISBN 978-3-95776-158-3.
- Ist das fair? Ein kleines Buch über Gerechtigkeit. Neufeld, 2023, ISBN 978-3-86256-193-3.
- Mit dem Leben spielt man nicht. Wie der Glaube mich aus der Sucht befreite und ich eine zweite Chance bekam (mit Hauke Burgarth). SCM Hänssler, 2023, ISBN 978-3-7751-6238-8.